# Тристаннид дирутения
Тристаннид дирутения — бинарное интерметаллическое неорганическое соединение
рутения и олова
с формулой Ru2Sn3,
кристаллы.

## Получение
- Сплавление стехиометрических количеств чистых веществ:

{\displaystyle {\mathsf {2Ru+3Sn\ {\xrightarrow {1100^{o}C}}\ Ru_{2}Sn_{3}}}}

## Физические свойства
Тристаннид дирутения образует кристаллы 
тетрагональной сингонии,
пространственная группа P 4c2,
параметры ячейки a = 0,6172 нм, c = 0,9915 нм, Z = 4
.
Соединение образуется по перитектической реакции при температуре 1100°C .